# Central Hockey League 1979/80
Die Saison 1979/80 war die 17. reguläre Saison der Central Hockey League. Die neun Teams sollten in der regulären Saison je 80 Begegnungen absolvieren, jedoch zogen die Cincinnati Stingers ihre Mannschaft im Laufe der Saison vom Spielbetrieb zurück, woraufhin der Spielplan geändert werden musste. Die Central Hockey League wurde in einer Division ausgespielt. Das punktbeste Team der regulären Saison waren die Salt Lake Golden Eagles, die sich ebenfalls in den Finalspielen um den Adams Cup durchsetzten.

## Teamänderungen
Folgende Änderungen wurden vor Beginn der Saison vorgenommen:
- Die Kansas City Red Wings stellten den Spielbetrieb ein.
- Die Birmingham Bulls aus der World Hockey Association wurden als Expansionsteam in die Liga aufgenommen.
- Die Cincinnati Stingers aus der World Hockey Association wurden als Expansionsteam in die Liga aufgenommen.
- Die Houston Apollos nahmen nach zehnjähriger Inaktivität den Spielbetrieb wieder auf.
- Die Indianapolis Checkers wurden als Expansionsteam in die Liga aufgenommen.

## Reguläre Saison

### Abschlusstabellen
Abkürzungen: GP = Spiele, W = Siege, L = Niederlagen, T = Unentschieden, OTL = Niederlage nach Overtime, GF = Erzielte Tore, GA = Gegentore, Pts = Punkte
| Central Hockey League   | GP | W  | L  | OTL | GF  | GA  | Pts |
| ----------------------- | -- | -- | -- | --- | --- | --- | --- |
| Salt Lake Golden Eagles | 80 | 49 | 24 | 7   | 342 | 259 | 105 |
| Indianapolis Checkers   | 79 | 40 | 32 | 7   | 275 | 238 | 87  |
| Fort Worth Texans       | 80 | 37 | 34 | 9   | 312 | 298 | 83  |
| Birmingham Bulls        | 80 | 36 | 39 | 5   | 260 | 295 | 77  |
| Tulsa Oilers            | 80 | 34 | 37 | 9   | 241 | 256 | 77  |
| Houston Apollos         | 80 | 32 | 38 | 10  | 300 | 319 | 74  |
| Oklahoma City Stars     | 80 | 33 | 44 | 3   | 261 | 268 | 69  |
| Dallas Black Hawks      | 80 | 29 | 43 | 8   | 291 | 334 | 66  |
| Cincinnati Stingers     | 33 | 11 | 21 | 1   | 208 | 151 | 23  |

## Adams-Cup-Playoffs

### Erste Runde
- (1) Salt Lake Golden Eagles – (6) Houston Apollos 4:2
- (2) Indianapolis Checkers – (5) Tulsa Oilers 3:0
- (3) Fort Worth Texans – (4) Birmingham Bulls 3:1

### Zweite Runde
- (1) Freilos für die Salt Lake Golden Eagles
- (2) Indianapolis Checkers (3) – Fort Worth Texans 1:3

### Finale
- (1) Salt Lake Golden Eagles – (3) Fort Worth Texans 4:3